# Zolessia felderi
Zolessia felderi är en fjärilsart som beskrevs av Druce 1887. Zolessia felderi ingår i släktet Zolessia och familjen silkesspinnare. Inga underarter finns listade i Catalogue of Life.

## Bildgalleri

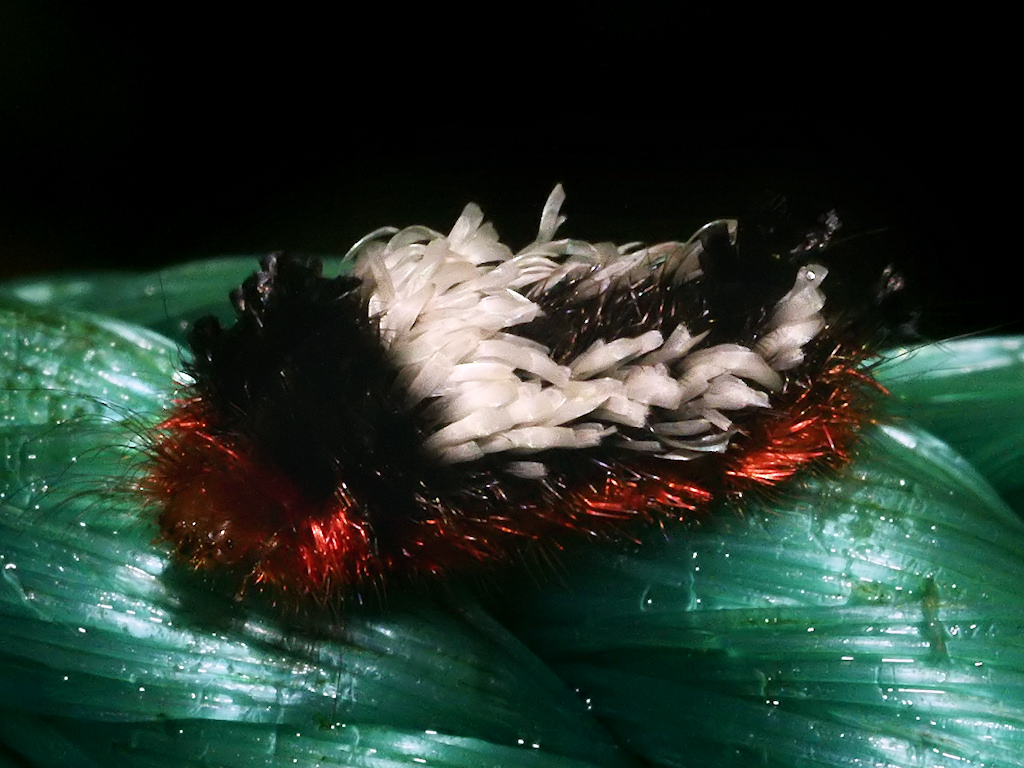
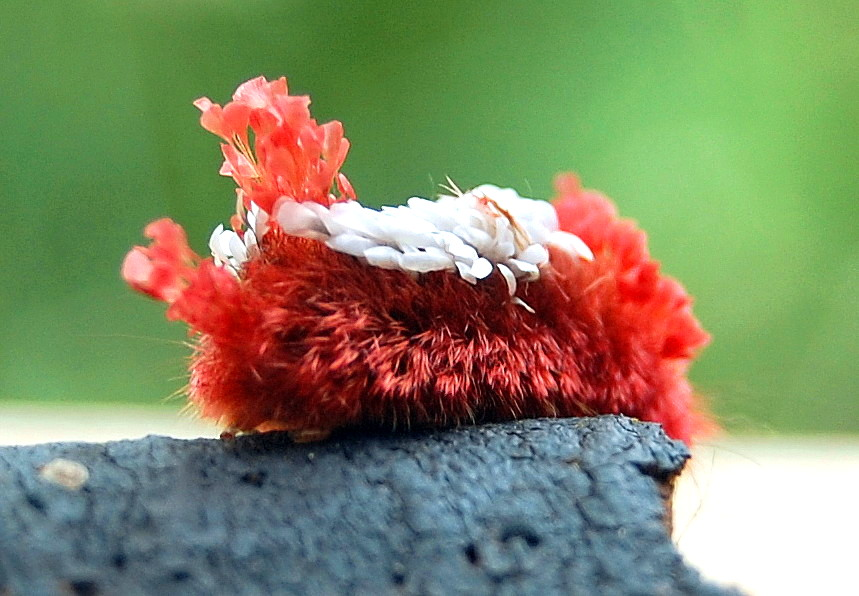
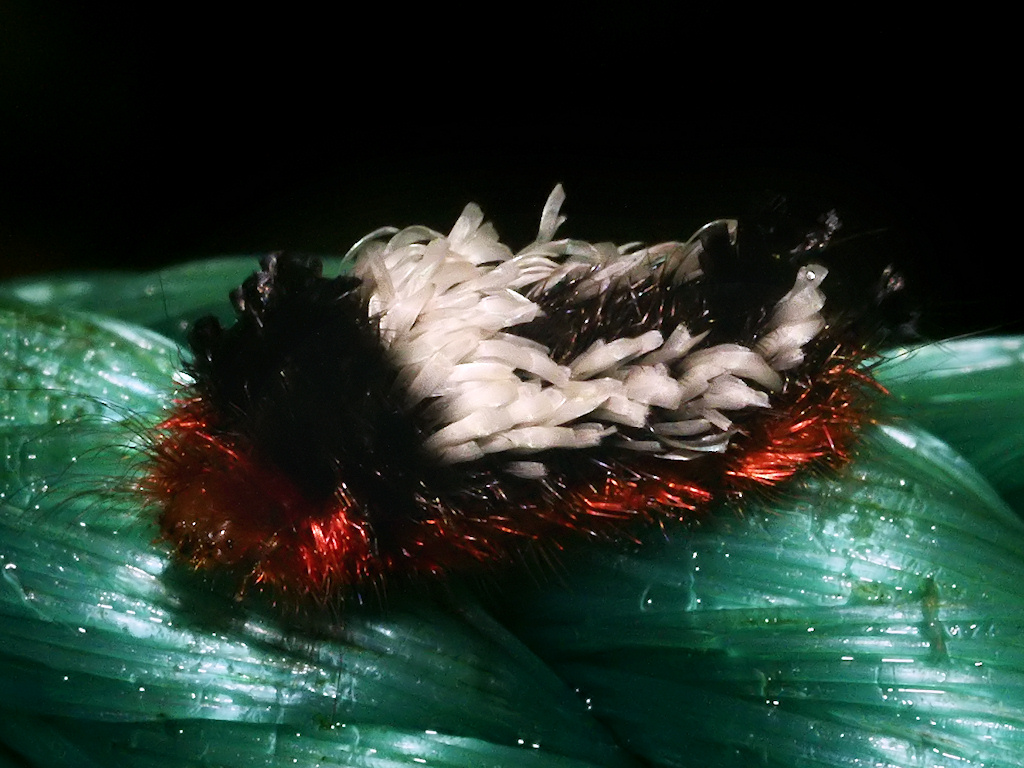
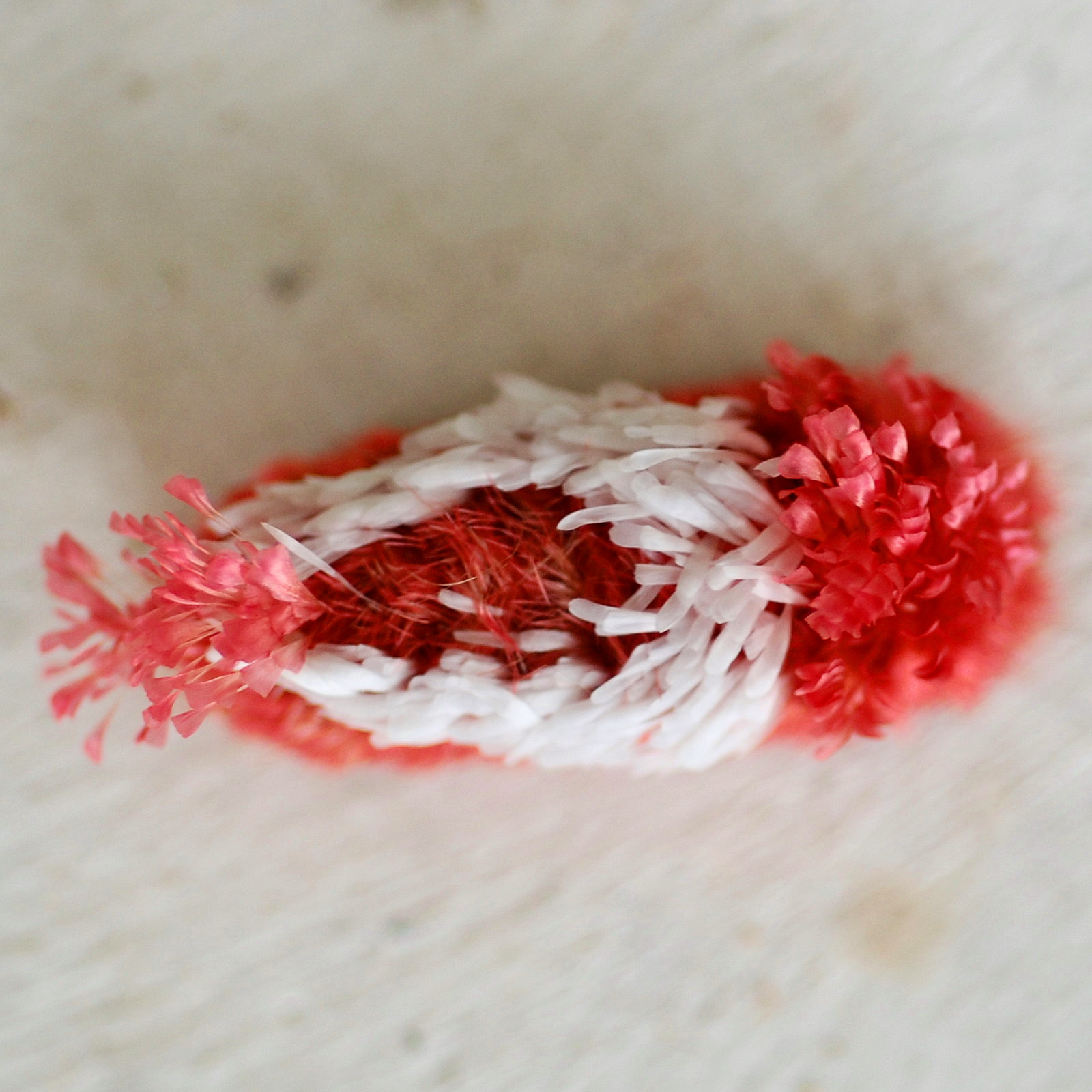